# Alfred Entenmann
Alfred Entenmann (* 28. Oktober 1927 in Leutenbach (Württemberg)) ist ein deutscher Politiker der CDU.

## Leben und Politik
Entenmann beantragte am 8. Februar 1944 die Aufnahme in die NSDAP und wurde zum 20. April desselben Jahres aufgenommen (Mitgliedsnummer 9.956.404). Nach dem Krieg studierte er Rechtswissenschaft und trat in die CDU ein. Von 1954 an war er Bürgermeister der damals selbstständigen Gemeinde Hegnach. Seine Amtszeit endete 1974 mit der freiwilligen Eingemeindung des Ortes in die Stadt Waiblingen, die von Entenmann selbst aktiv betrieben wurde.
Entenmann gehörte von 1959 bis 1984 dem Kreistag an, zunächst im damaligen Landkreis Waiblingen, nach der Kreisgebietsreform im Rems-Murr-Kreis. Zwischen 1964 und 1984 gehörte Entenmann dem Landtag von Baden-Württemberg an, wo er über das Direktmandat den Wahlkreis Waiblingen (bis 1976 Wahlkreis Waiblingen I) vertrat.
Von 1978 bis 1990 war Entenmann Präsident des Schwäbischen Turnerbundes.

## Auszeichnungen
Die Gemeinde Hegnach hat Entenmann 1974 das Ehrenbürgerrecht verliehen. Entenmann wurde 1976 mit dem Verdienstkreuz 1. Klasse und 1980 mit dem Großen Verdienstkreuz der Bundesrepublik Deutschland sowie 1987 mit der Verdienstmedaille des Landes Baden-Württemberg ausgezeichnet.